# يو ناغاساتو
يو ناغاساتو (中里 優) (14 يوليو 1994 في طوكيو في اليابان – )؛ هي لاعبة كرة قدم كانت تلعب كلاعب وسط. ولعبت مع منتخب اليابان لكرة القدم للسيدات.

## وصلات خارجية
- يو ناغاساتو على موقع الاتحاد الدولي (مؤرشف)  (الإنجليزية)
- يو ناغاساتو على موقع قاعدة بيانات كرة القدم.إي يو (الإنجليزية)
- يو ناغاساتو على موقع Soccerway.com (الإنجليزية)
- يو ناغاساتو على موقع عالم كرة القدم.نت (الإنجليزية)